# Bolek i Lolek na Divljem Zapadu
Bolek i Lolek na divljem zapadu (polj.: Bolek i Lolek na Dzikim Zachodzie) poljski je dugometražni animirani film iz 1986. godine koji prikazuje Boleka i Loleka na divljemu zapadu gdje love Jimmyja Pif-Pafa koji je pobjegao iz zatvora nekoliko puta, ali Bolek i Lolek uspiju ga uhvatiti.
Film je premijeru imao 5. prosinca 1986. u svjetskim i poljskim kinima.
Film je adaptacija pete sezone Boleka i Loleka iz 1972. godine, koja se sastoji od sedam epizoda.

## Vanjske poveznice
- Stranica na IMDB-u